# Red grimizne vrpce
Red grimizne vrpce (engl. Order of the Scarlet Cord), odnosno Drevni i masonski Red grimizne vrpce (Ancient and Masonic Order of the Scarlet Cord), je dodatni red u slobodnom zidarstvu. Redom u Engleskoj i Walesu se upravlja iz Mark Masons' Hall-a u Londonu.

## Povijest
Današnji Red grimizne vrpce temelji se na ranijem Redu, Kraljevskom redu vitezova grimizne vrpce (Royal Order of Knights of the Scarlet Cord), razvijenom na Britanskom otočju 1889. godine, a koji je i sam izveden iz dokumenata iz amsterdamskih masonskih arhiva iz 18. stoljeća.
Rituale i ceremonije je prepravio i obogatio Fredrick Adolphus Philbrick a izvodili su se kao dodaci Redu tajnog nadzornika. Rituali Reda preuzeti su iz vremena Starog zavjeta, počevši od razdoblja Jošue, pada Jerihona i priče o Rahabi. Glavna svrha bila je prikupiti značajne svote novca za Dobrotvorni fond tajnog nadzornika, koji i danas igra značajnu ulogu u masonskom dobročinstvu. Red je prestao s radom 1929. godine.
Esej o izvornom Redu koji je 2001. godine napisao i pročitao Peter Glyn Williams, tadašnji Veliki vrhovni vladar Reda tajnog nadzornika potaknuo je zanimanje za davno zaboravljene rituale. Godine 2006. održana je konklava tajnog nadzornika s jedinom svrhom oživljavanja starog Reda i dodjele ažuriranih inačica izvornih šest stupnjeva, od kojih su neki ostali samo u fragmentiranom obliku. Veliki interes za stupnjevima među tajnim nadzornicima doveo je  do uspostavljanja Reda kao zasebnog suverenog tijela na ceremoniji u Glavnom hramu u Freemasons' Hallu 21. srpnja 2010. godine.

## Struktura stupnjeva
Red grimizne vrpce ima šest stupnjeva, i to:
- 1° – ostijarij ili vratar (eng. Ostiarius / Doorkeeper)
- 2° – čitatelj (Lector)
- 3° – kolega ili iscjelitelj i egzorcist (Fellow or Healer & Exorcist)
- 4° – vijećnik (Councillor)
- 5° – čuvar skrivene tajne (Keeper of the Hidden Secret)
- 6° – princ jeruzalemski (Prince of Jerusalem)

### Rituali po stupnjevima
Svaki od šest stupnjeva ima svoje specifičnosti u ritualu i priču koju govori:
- Ceremonija prvog stupnja govori o tome kako su Izraelci, koji su tražili pristup zemlji Kanaan, poslali uhode u Jerihon. Dobili su utočište od kraljevih ljudi od strane Rahabe koja im je pomogla u bijegu, priskrbivši tako sebi i svom potomstvu zahvalnost izraelskog naroda. Kandidat je prikladno ogrnut grimiznom vrpcom, aludirajući na pečat šutnje i opreza.
- Ceremonija drugug stupnja ilustrira priču o Naomi i nehinjenoj odanosti njezine snahe Rute, koja je kasnije zaručena za Boaza, Davidova pradjeda. Na ovoj ceremoniji kandidat se formalno promiče kao jedan od odabranih i izabranih.
- U ceremoniji trećeg stupnja od kandidata se traži da zauzme mjesto onoga tko je predodređen tražiti savršeno svjetlo, i zadužen je da će se, poput Makabejaca, morati suočiti s poteškoćama i opasnostima, kako bi posvetio i ojačao svoju vjeru i razmotrio smrt i uskrsnuće.
- U ceremoniji četvrtoga stupnja djeca Izraela, prevozeći Kovčeg Saveza, čudesno prelaze rijeku Jordan, i nakon što su uspješno stigli do vrhova Gilgala, grad Jeruzalem je naposljetku ustupljen Jošui i njegovim sljedbenicima. Ovdje je kandidat propisno primljen i priznat u svom novom pozivu.
- U ceremoniji petog stupnja unutar masonske tradicije hrama kralja Salomona govori se o konačnom neuspjehu ujedinjenog Izraela i kako je unatoč ugnjetavanju kralja Babilona Kovčeg Saveza sigurno sačuvan. Usađuje vrijedne lekcije vjere, službe i ustrajnosti.
- Ceremonija šestog stupnja ilustrira konačni trijumf židovskog naroda koji se odustao od jarma ugnjetavanja pod nadahnutim vodstvom Makabejaca, čija su herojska djela ojačala judaizam za sva vremena. Ovo je non plus ultra Reda i potiče na bitno vjerovanje u vječnu moć Svemogućeg Boga.

## Vanjske poveznice
- Order of the Scarlet Cord